# USAM Nîmes

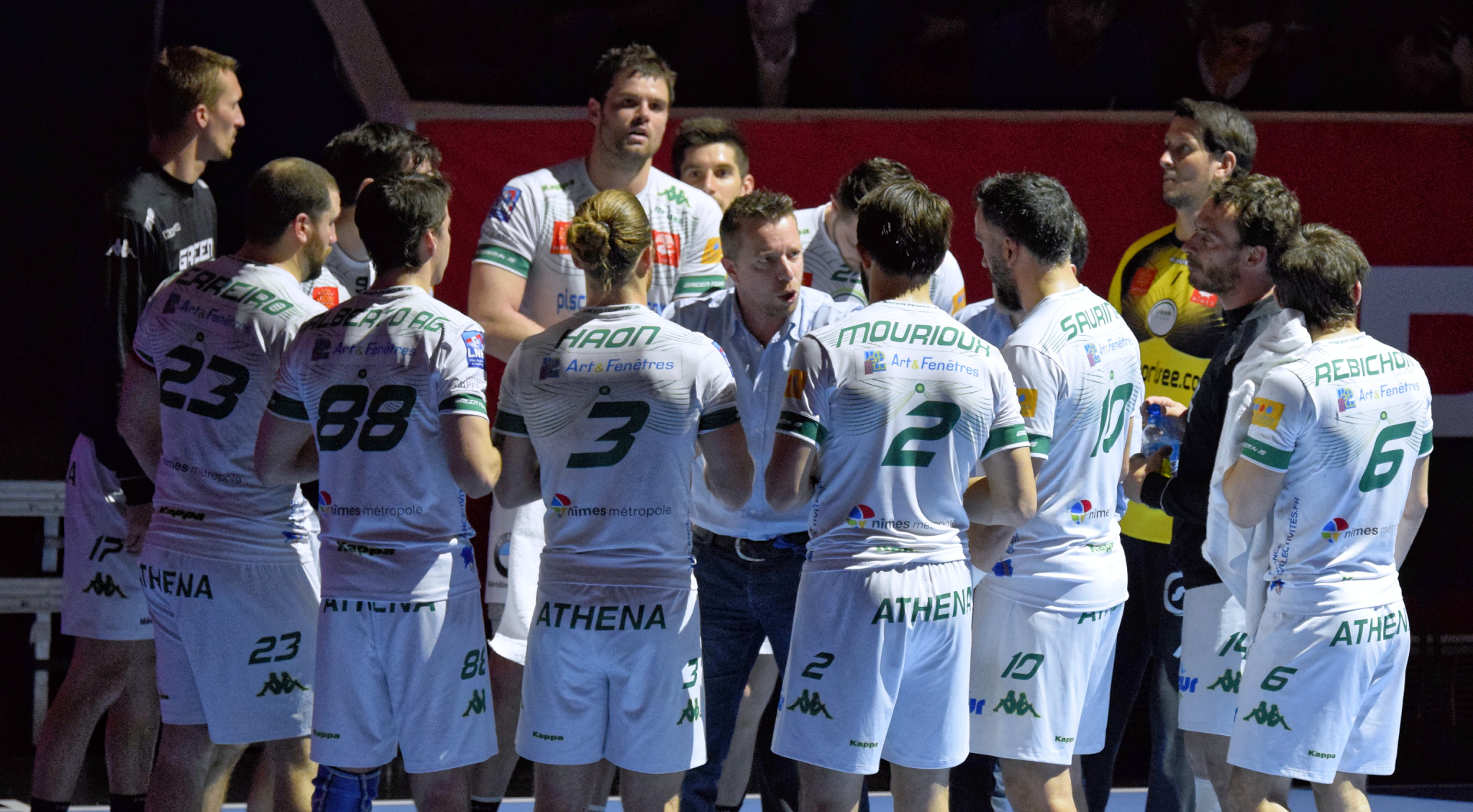
USAM Nîmes, 2015.

Union Sportive des Anciens du Mont Duplan Nîmes Gard (USAM Nîmes Gard) är en fransk handbollsklubb från Nîmes i departementet Gard, bildad 1960. Klubbens färger är grönt och vitt.

## Meriter
- Franska mästare: 1988, 1990, 1991, 1993
- Franska cupmästare: 1985, 1986, 1994

## Spelare i urval
- Alain Portes (1982–1994)
- Christian Gaudin (1987–1994)
- Guéric Kervadec (1993–1994)
- Frédéric Volle (1980–1992)
- Stéphane Stoecklin (1990–1994)
- Bruno Martini (2005–2007)
- Heykel Megannem (2005–2007)
- Zlatko Saračević (1990–1993)